# Deuterophysa coniferalis
Deuterophysa coniferalis is een vlinder van de familie van de grasmotten (Crambidae), uit de onderfamilie van de Spilomelinae. De wetenschappelijke naam van deze soort is voor het eerst voorgesteld als Gonopionea coniferalis door George Francis Hampson in een publicatie uit 1918.
De soort komt voor in Colombia.